# Valerio Perentin
Valerio Perentin (Isola d'Istria, 12 luglio 1909 – Napoli, 7 gennaio 1998) è stato un canottiere italiano, medaglia d'oro nella gara di quattro con nel Canottaggio ai Giochi olimpici di Amsterdam 1928 insieme a Giovanni Delise, Giliante D'Este, Nicolò Vittori e al timoniere Renato Petronio.

## Biografia
A seguito della cessione della natia Isola alla Jugoslavia, si trasferì in Italia, dove fu allenatore di canottaggio. Morì a Napoli nel 1998: in quel momento deteneva il primato di essere la più antica medaglia d'oro olimpica vivente dello sport italiano.

## Palmarès
| Anno | Manifestazione  | Sede      | Evento      | Risultato |
| ---- | --------------- | --------- | ----------- | --------- |
| 1928 | Giochi olimpici | Amsterdam | Quattro con | Oro       |